# ۱۴۵۱ (میلادی)
۱۴۵۱ (میلادی) هزار و چهارصد و پنجاه و یکمین سال تقویم میلادی است.

## زادگان
- ۲۲ آوریل، ایزابلای یکم، شهبانوی کاستیا و آراگون (م ۱۵۰۴)
- کریستف کلمب، دریانورد و جهانگرد جنوایی (ایتالیایی) و کاشف قارهٔ آمریکا (م ۱۵۰۶)

‎